# Milton Júnior
Milton Júnior (nacido el 27 de marzo de 1991) es un futbolista brasileño que juega como centrocampista.

## Trayectoria

### Clubes
| Club          | País   | Año         |
| ------------- | ------ | ----------- |
| Internacional | Brasil | 2011 - 2013 |
| Sport         | Brasil | 2012        |
| ASA           | Brasil | 2013        |
| Ferroviária   | Brasil | 2014 - 2015 |
| Portuguesa    | Brasil | 2015 - 2016 |
| SC Sagamihara | Japón  | 2019 -      |